# 伊那小澤站
伊那小澤站（日语：／ Ina-kozawa eki */?）是位於長野縣下伊那郡天龍村平岡1876號，東海旅客鐵道（JR東海）的飯田線車站。

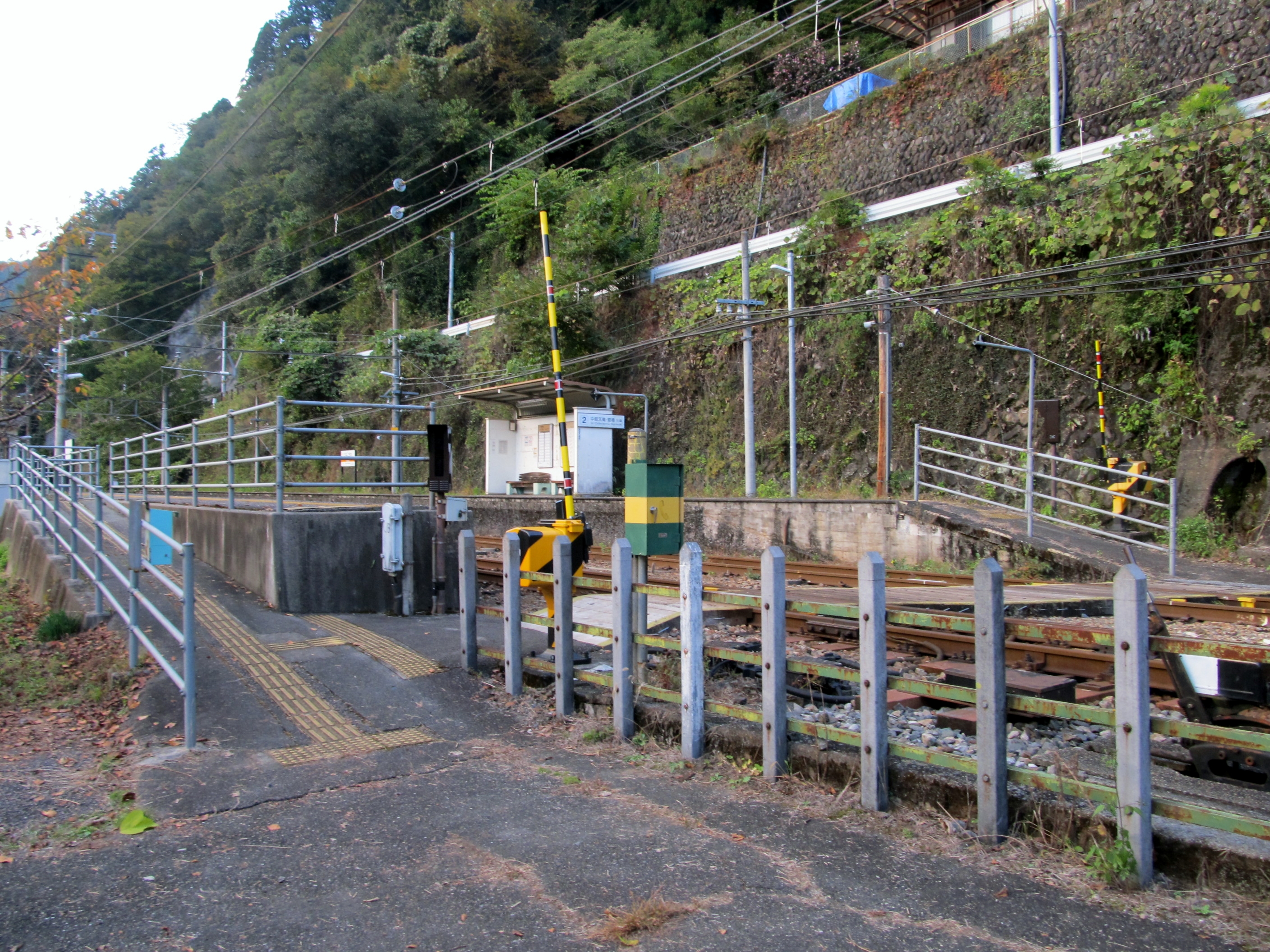
入口(2022年10月)

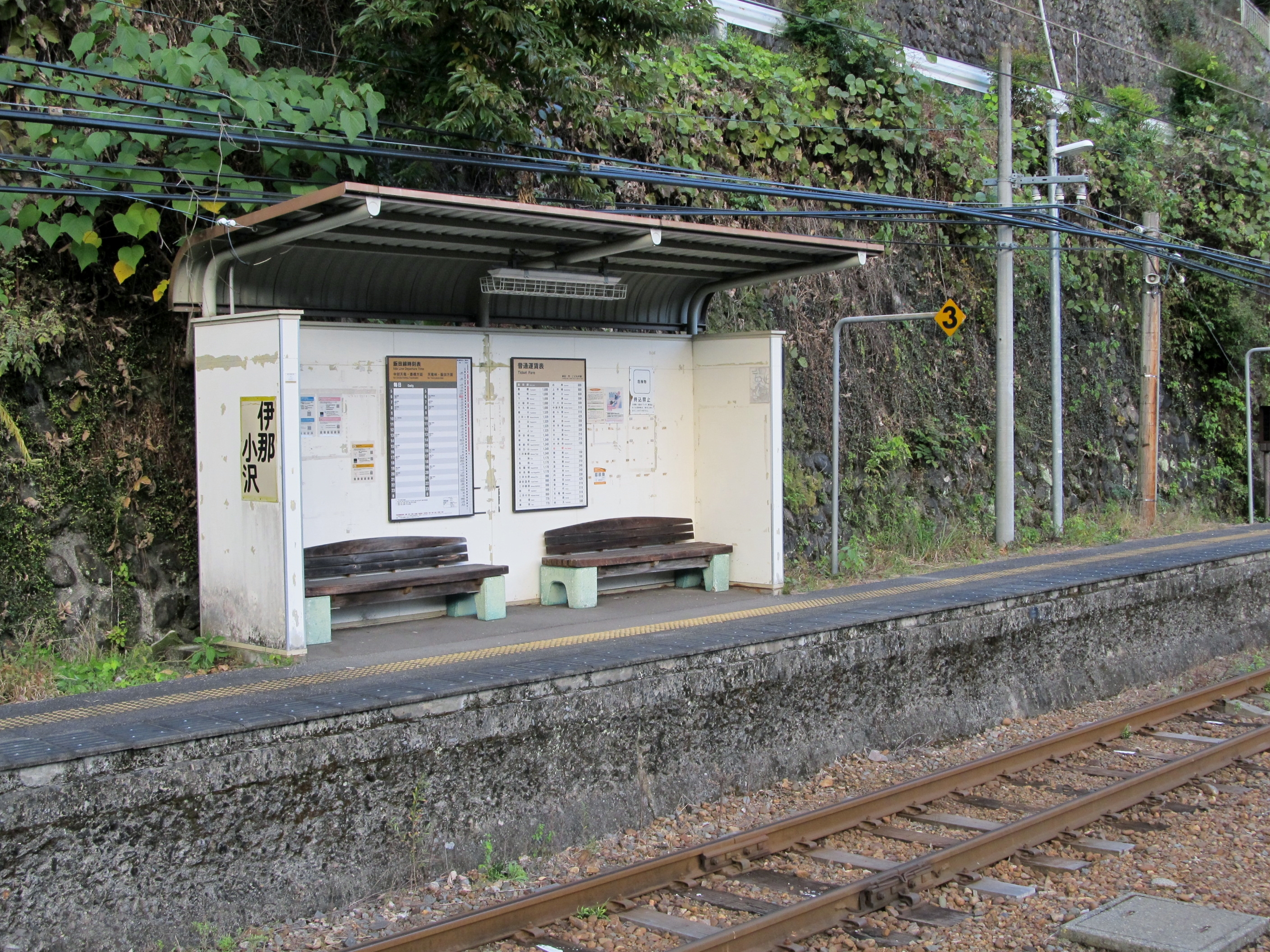
往豐橋方向的候車室(2022年10月)

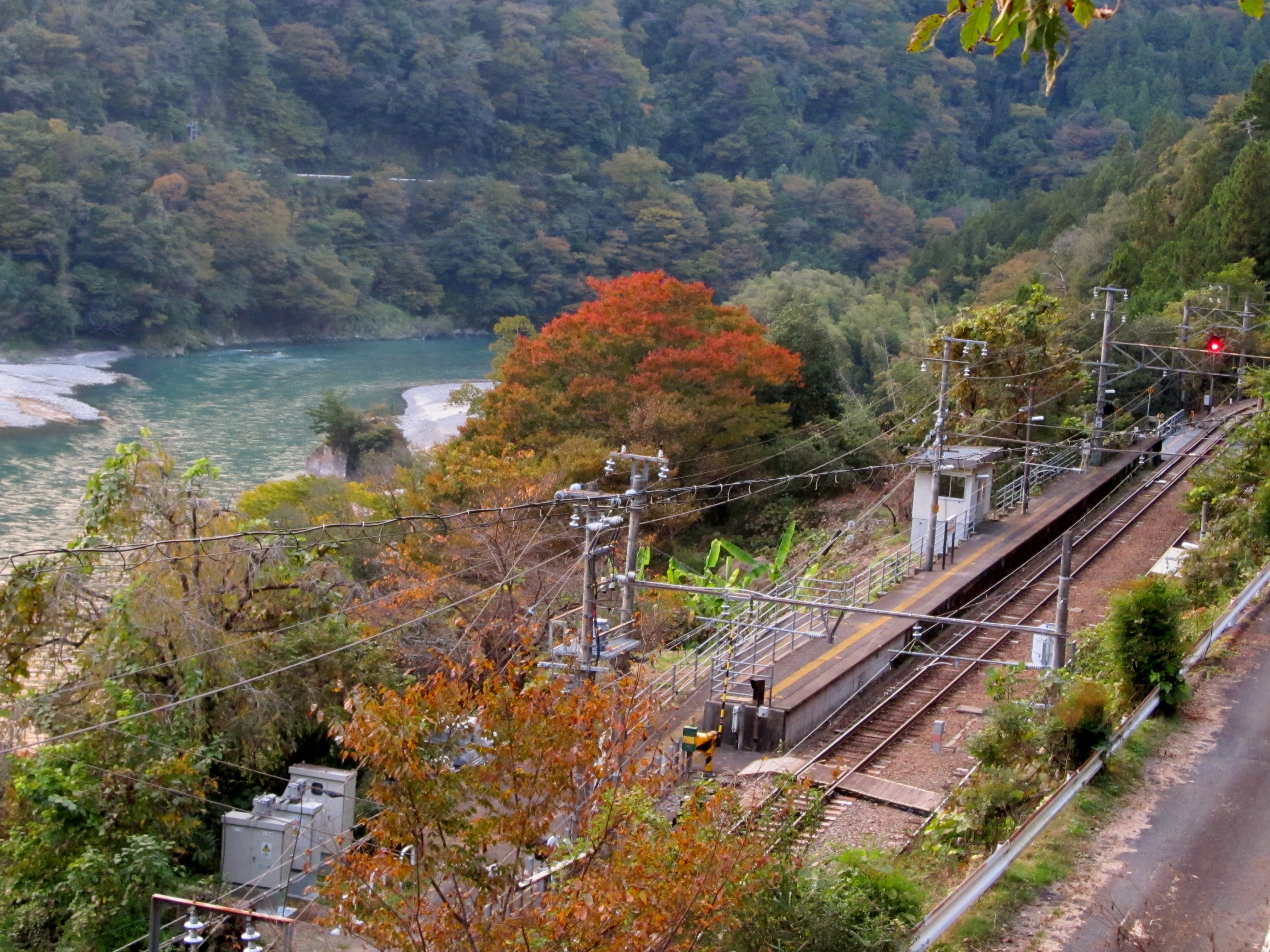
車站遠景與天龍川(2022年10月)

## 歷史
- 1936年（昭和11年）12月30日 - 三信鐵道（日语：三信鉄道）滿島站（現時：平岡站）至小和田站之間開通，此站啟用[1]。為一般車站。
- 1943年（昭和18年）8月1日 - 三信鐵道被國有化，成為飯田線的一部分[2]。
- 1971年（昭和46年）12月1日 - 結束貨物、行李起卸業務，成為旅客車站。
- 1984年（昭和59年）2月24日 - 飯田線南部CTC化，成為無人車站。
- 1987年（昭和62年）4月1日 - 伴隨國鐵分割民營化，車站由東海旅客鐵道（JR東海）營運[2]。
- 2000年（平成12年）2月12日 - 新候車站啟用。
- 2018年（平成30年） - 由於此站是秘境車站，因此成為臨時急行「飯田線秘境站號」停車站。

## 車站構造
車站是一座地面車站，設有2面2線相對式月台。
此站由飯田站管理的無人車站。月台靠近中井侍站側設有站內平交道。曾經此站設有貨運業務，當時運送水壩建材等物資。同時急行「伊那」最多設有7卡車廂停站。因此此站月台較長。

### 月台
| 月台 | 路線   | 上下行 | 方向               |
| ---- | ------ | ------ | ------------------ |
| 1    | 飯田線 | 下行   | 天龍峽、飯田方向   |
| 2    | 飯田線 | 上行   | 中部天龍、豐橋方向 |

## 使用狀況
根據「長野縣統計書」，以下為1日平均乘車人次列表：
| 年度 | 1日平均 乘車人次 |
| ---- | ---------------- |
| 2007 | 5                |
| 2009 | 5                |
| 2010 | 4                |
| 2011 | 3                |
| 2012 | 2                |
| 2013 | 3                |
| 2014 | 2                |
| 2015 | 3                |
| 2016 | 3                |
| 2017 | 3                |

## 車站周邊
此站內種植了櫻花樹，為長野縣內最早櫻花盛開的地方。每年春天都會報道櫻花情況。
- 天龍川

## 相鄰車站
東海旅客鐵道（JR東海）
 飯田線
■快速（只有上行班次）
水窪←伊那小澤←平岡
■普通
中井侍－伊那小澤－鶯巢

## 注腳
1. 1 2 3 4 5 6 7 8 9 10 11 12 13  信濃毎日新聞社出版部. . 信濃毎日新聞社. 2011-07-24: 234. ISBN 9784784071647.
2. 1 2  曾根悟（日语：曽根悟）（監修）. 朝日新聞出版分冊百科編集部（編集） , 编. . 週刊 歴史でめぐる鉄道全路線 国鉄・JR (朝日新聞出版). 2009-07-26, (3): 15–17 （日语）.
3. 1 2  採用車站時間表的方向資訊。詳情參見JR東海官方網站的各站時間表 （页面存档备份，存于）（截至2015年1月）。
4. ↑   (PDF). 長野縣企画振興部情報政策課統計室.   [2019-03-15]. （原始内容 (PDF)存档于2019-03-25） （日语）.
5. ↑   (PDF). 長野縣企画振興部情報政策課統計室.   [2020-03-14]. （原始内容 (PDF)存档于2021-01-15） （日语）.